# Olympique Club Mbongo Sports
Maillots
Actualités
L'OC Mongo Sport est un club congolais de football, basé à Mbujimayi, dans la province du Kasaï-Oriental qui joue la LIFKOR.

## Histoire
Il a été fondé dans la ville de Mbuji-Mayi, il a milité en Linafoot entre les décennies des ans 1980 et des ans 1990. Le Mbongo Sports n'est pas revenu à la maximale catégorie depuis l'an 2007.
En 1990, le club prend part au premier championnat « national », disputé sous la forme d'une poule unique, alors qu'auparavant les champions de chaque région du pays s'affrontaient en matchs à élimination directe. En 1995, Mbongo Sport atteint la finale de la Coupe nationale, battu par l'AC Sodigraf 0-4. Il réapparaît en Linafoot, la première division du pays durant trois saisons, entre 2005 et 2007, sans jamais réussir à atteindre la poule finale,,.
Au niveau international, ils ont participé à un tournoi continental, en Coupe de la CAF 1992, en étant éliminés dans les quarts de finale par le futur champion Shooting Stars du Nigeria.

## Palmarès
- EUFMAYI
  - Champion : 2006[3]

- Coupe du Congo
  - Finaliste : 1995

- Coupe de la CAF: 1 participation

1992 – Quarts de finale

## Personnalités historique du club

### Entraîneurs
- Yvon Kitenge[4]